# Lokomotif
Lokomotif (или Locomotif) — турецкая поп-рок-группа, которая вместе с Сейял Танер представляла свою страну на конкурсе песни Евровидение-1987. На песенном конкурсе музыкантами была исполнена композиция «Şarkım Sevgi Üstüne» (с тур. — «Моя песня о любви»). Конкурсное выступление прошло неудачно: не набрав ни одного балла, коллектив занял последнее место.